# Zygmunt Dobrzycki
Zygmunt Dobrzycki (ur. 20 maja 1896 w Oleksinie, zm. 1970 w Beauvallon) – polski malarz, rzeźbiarz, projektant tkanin i ceramiki. Związany z École de Paris.

## Życiorys
Syn lekarza Henryka Dobrzyckiego, po ukończeniu gimnazjum wyjechał uczyć się malarstwa w Kijowie, a następnie w Moskwie i Petersburgu. W 1923 rozpoczął naukę w warszawskiej Szkole Sztuk Pięknych, równocześnie był studentem Wydziału Filozoficznego na Uniwersytecie Warszawskim. W 1924 przerwał naukę i wyjechał do Paryża, gdzie przebywał do 1928. Następnie wyjechał do Wiednia, gdzie razem z Teodorem Axentowiczem, Józefem Mehofferem i Eugeniuszem Zakiem uczestniczył w odbywającej się w gmachu Secesji wystawie polskiej sztuki. Po powrocie do Francji, zamieszkał na południu Francji w Saint-Paul-de-Vence, skąd wielokrotnie wyjeżdżał do Damme w Belgii. W 1929 miał wystawę indywidualną w Brukseli, przedmowę do katalogu napisał Albert Guislain. Wystawa okazała się dużym sukcesem i przyniosła artyście rozgłos. W latach 30. XX wieku uczestniczył w wystawach odbywających się w Brukseli, Antwerpii oraz w paryskiej Galerii l’Atelier Française. W 1937 udział prac Zygmunta Dobrzyckiego w międzynarodowej wystawie „Sztuka i technika” został nagrodzony złotym medalem. W 1965 był autorem pomnika „Bohaterom Polskim”, który został zrealizowany w belgijskim Saint-Nicolas, zaprojektował również 28-metrową fasadę Cité administrative de l'État w Brukseli.

## Twórczość
Był twórcą kompozycji symbolicznych, początkowo tworzył pod silnym wpływem Mikołaja Čiurlionis, ale po wyjeździe do Francji w jego twórczości dał się zauważyć inspirację fowizmem i kubizmem. Obrazy Zygmunta Dobrzyckiego przedstawiały pejzaże, konie, martwe natury, kompozycje figuralne i akty. Ponadto był autorem dekoracji ściennych, tworzył polichromie m.in. w belgijskich i francuskich świątyniach. Zajmował się projektowaniem ceramiki i tkanin oraz tworzeniem polichromowanych rzeźb w drewnie.